# ラリー・テスラー
ローレンス・ゴードン・テスラー （Lawrence Gordon Tesler, 1945年4月24日- 2020年2月16日）は、 アメリカ合衆国のコンピュータ科学者。 人間とコンピュータのインタラクションデザインが専門。テスラーは、これまで、Xerox PARC、Apple、Amazon、Yahoo!に務めてきた。
現在最も使用されている「カット」「コピー」「ペースト」のコマンドを発明した。同氏の元勤務先で、死亡情報をツイートしたXeroxは、「テスラー氏の革新的なアイデアによって日々の作業はより楽になった」と追悼の言葉を贈った。

## 経歴
ラリー・テスラー（Larry Tesler）はニューヨークブロンクス地区出身。1961年にブロンクス科学高等学校を卒業した。スタンフォード大学ではコンピュータ科学を学び、スタンフォード人工知能研究所に入る。 そこでHorace Eneaと共に、彼は初期の単一割り当て言語であるCompelを設計した。この関数型言語は、並行処理をより自然に行うためのもので、初心者にプログラミングの概念を導入するために使用された。
1960年代後半には、Midpeninsula Free Universityに参加し、『IBMの独占を終らせる方法』、『コンピュータの今』、『先延ばし』などの講義を行った。1973年から1980年まで、Xerox PARCで働き、GypsyワードプロセッサとSmalltalkの仕事をした。テスラーがバッファをクリップボードと呼び、コピー・アンド・ペーストやサーチ・アンド・リプレイスは1973年に、テスラーとティム・モットによって最初に実装された。彼らはPARCの為にGypsyに取り組んでいた。彼は、
1980年、テスラーはAppleに移り、AppleNetのVP、Advanced Technology GroupのVP、チーフサイエンティストなどのさまざまな職を歴任した。彼はLisaチームの仕事（「コピー」「ペースト」「カット」のコマンド利用に、commandキーとC, V, Xの組合せを決定）をした後、Macintoshの開発に熱心に取組んだ。1985年、テスラーはPascalにオブジェクト指向の言語拡張を追加し、Object Pascalと呼ぶ新しい言語開発でニクラウス・ヴィルトと協力した。 また、アプリケーション開発における、最初のライブラリの1つであるMacAppの開発にも携わった。 その結果、2つの技術はApple製品となった。また、テスラーは、スティーブ・サコマンの後任として1990年から1996年にAppleを辞めるまでNewtonの開発責任者であった。1990年、Newton MessagePadに新しく採用するARM CPUの為、ARM設立に奔走し初代CEOとなって、その後は2004年までARMの取締役を務めた。
テスラーは、viのように、以前のアクションに応じてその意味を変更するのではなく、ユーザーのアクションが一貫した効果を持つモードレスソフトウェアを強く好む 。例えば、彼のGypsyエディタは、ユーザーがいつでも現在の挿入ポイントにテキストを入力するか、挿入ポイントを再配置する場所をクリックできる「クリックアンドタイプ」のインターフェイスを提供した。以前のほとんどのエディタは、現在のモードに応じて、キーボードを使用してテキストを入力したり、コマンドを発行したりしていた。 彼の好みを促進するために、2010年現在、テスラーは自分のスバル車にライセンス番号「NO MODES」とパーソナライズされたカリフォルニア州ナンバープレートを装備した。他の人とともに、モードを止めたり減らしたりするラリーの叫び声として、“Do not Mode Me In”という言葉を何年も使っており、2009年6月からのTwitterアカウント名も@nomodesである。